# Pieces of the People We Love
Pieces of the People We Love è il terzo album in studio dei The Rapture, pubblicato nel 2006.

## Tracce
1. Don Gon Do I
2. Pieces of the People We Love
3. Get Myself Into It
4. First Gear
5. The Devil
6. Whoo! Alright-Yeah... Uh Huh
7. Calling Me
8. Down for So Long
9. The Sound
10. Live in Sunshine